# Laurenskerk (Alkmaar)

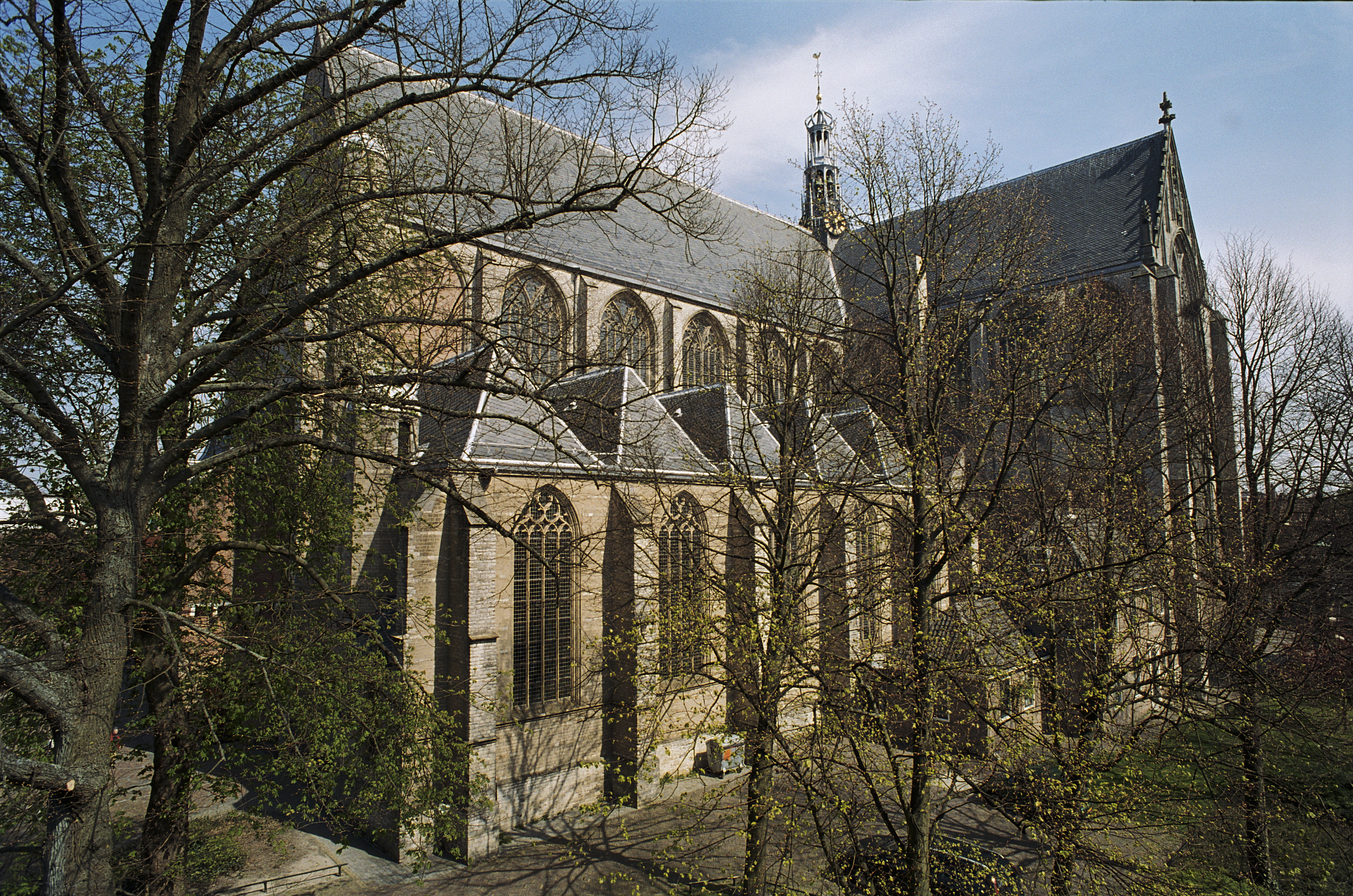
Die Laurenskerk von Südwesten

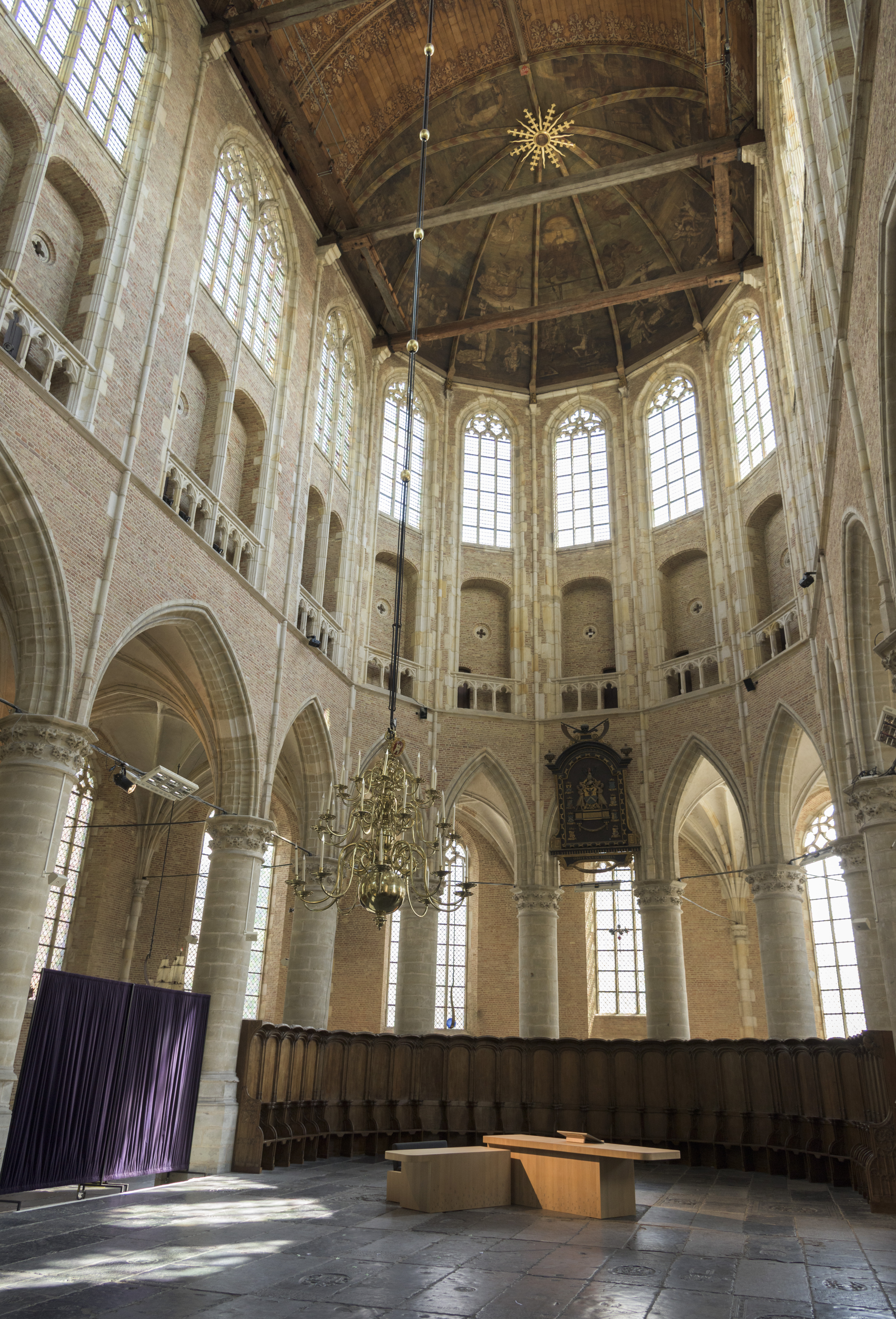
Chor und Apsiswölbung mit dem Jüngsten Gericht

Die Grote Sint-Laurenskerk, früher Grote of Sint-Laurenskerk (Große oder St.-Laurentiuskirche), ist eine evangelische Kirche in der Koorstraat der niederländischen Stadt Alkmaar. Der heutige Bau wurde von 1470 bis 1518 errichtet. Ursprünglich ein katholisches Gotteshaus, dem heiligen Laurentius geweiht, wurde die Kirche im Zug der Reformation 1573 protestantisch, 1996 wurde sie entwidmet; der Bau beherbergt eine ständige Ausstellung über seine Geschichte und wird, vor allem dank den beiden Orgeln, als Konzertsaal genutzt. Er ist niederländisches Nationaldenkmal mit der Inventar-Nr. 7258. Die Kirche ist zu unterscheiden von der katholischen Laurentiuskerk (Alkmaar) aus dem 19. Jahrhundert.

## Geschichte

### Vorgängerbauten
An der Stelle der Laurenskerk bestand schon Anfang des 10. Jahrhunderts eine hölzerne Kirche, die 1133 bei einem friesischen Angriff abbrannte. Ein Nachfolgebau wurde 1388 bei einem Brand der Stadt zerstört. 1382 war die Kirche durch eine danebenliegende, dem heiligen Matthias geweihte Kirche erweitert worden. Nahebei wurde im 15. Jahrhundert ein Glockenturm errichtet, der kurz vor seiner Fertigstellung am 29. Oktober 1468 einstürzte und die Doppelkirche beschädigte.

### Gotische Basilika
Alkmaar beschloss einen Neubau im Stil der Brabanter Gotik, dessen Grundstein am 9. Juni 1470 gelegt wurde. Die Fertigstellung wird auf 1518 datiert, in der Folge wurde ständig an der Innenausstattung gearbeitet. 1573 gelangte die Kirche in protestantische Hände. Im Bildersturm, der in den Niederlanden vergleichsweise weniger zerstörerisch als in anderen Ländern war, wurden Teile der Ausstattung, die mit dem katholischen Ritus zusammenhingen entfernt: Altäre, Altarbilder, Beichtstühle, Heiligenbilder und -statuen.
Eine umfangreiche Restaurierung wurde im August 1923 begonnen, aber nach vier Jahren wegen Geldmangel unterbrochen. Ein Teil der Kirche blieb eingerüstet. 1940 wurden die Arbeiten weitergeführt und 1949 abgeschlossen. Derzeit befindet sich der Bau im Besitz der Stiftung zur Erhaltung der monumentalen Kirchen in Alkmaar und wird unter anderem an die Stiftung Theater De Vest / Grote Sint Laurenskerk vermietet, die die Kirche für kulturelle Aktivitäten nutzt.

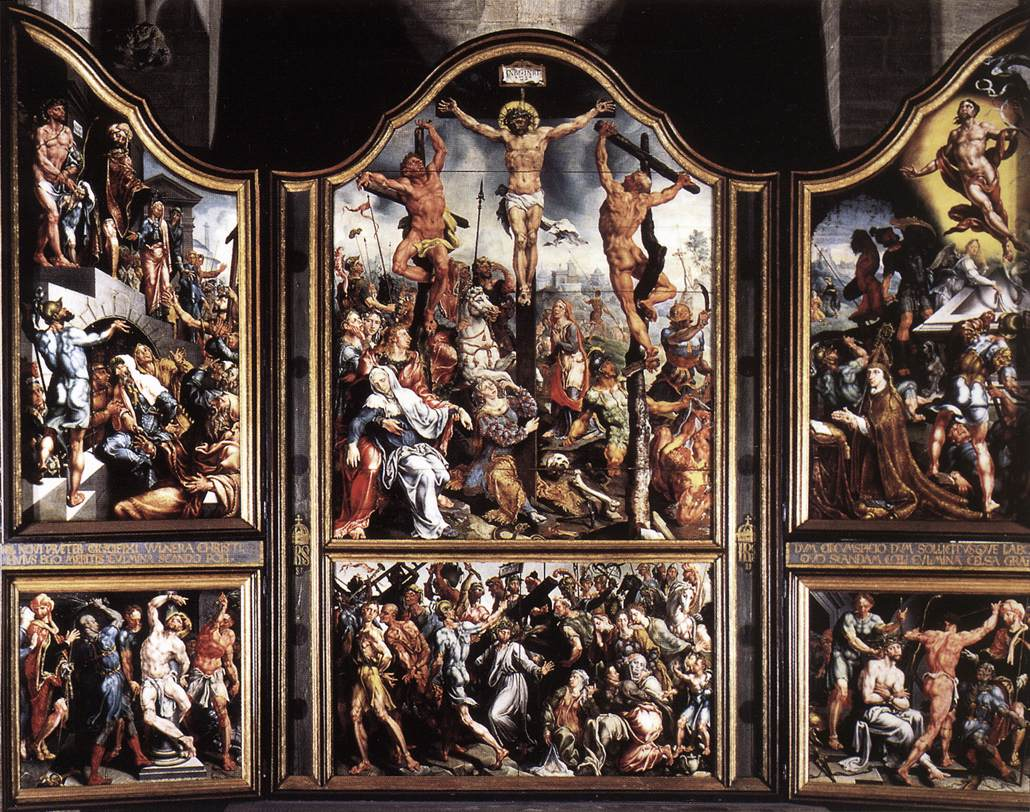
Kreuzigungs-Triptychon von Maarten van Heemskerck, 1540, seit 1582 im Dom von Linköping

### Altarbild
Der Hochaltar, der Heiligen Dreifaltigkeit geweiht, erhielt 1540 ein Retabel des Haarlemer Malers Maarten van Heemskerck mit einer Kreuzigungsszene als Hauptbild und weiteren Szenen aus der Leidensgeschichte Christi. Mit geöffneten Flügeln misst das Triptychon sechs mal acht Meter; es ist das größte je in den Niederlanden geschaffene Altarbild. Die Außenseiten der Seitenwände tragen Darstellungen aus dem Leben des Kirchenheiligen Laurentius. Nach der Reformation wurde das Bild zwar nicht von Ikonoklasten zerstört, aber auf eine abenteuerliche Irrfahrt geschickt. Es wurde nach Russland verschifft, doch im Ersten Nordischen  Krieg fiel das Schiff in schwedische Hände. König Johann III. von Schweden eignete sich das Altarbild an, unklar, ob als Kriegsbeute oder als Strandgut, und schenkte es 1582 der lutherischen Domkirche von Linköping. Dort blieb es als Retabel des Hauptaltars bis 1812 und wurde im Zug einer umstrittenen Umgestaltung der Kirche an die Wand des südlichen Seitenschiffs gestellt. Im April 2018 kamen Teile von Maartens Altarbild zu einer Sonderausstellung als Leihgabe für sechs Monate nach Alkmaar in die Grote Kerk zurück, aus Anlass des 500. Jahrestages der Kirchenweihe 1518.

## Baubeschreibung
Die Grote Kerk wurde wie die Vorgängerbauten auf einer leichten Erhöhung im Stadtzentrum erbaut. Die Kirche wurde im Stil der Brabanter Gotik wahrscheinlich von Andries I. Keldermans (1400–1488) aus Mecheln entworfen, einem Mitglied der Baumeisterdynastie Keldermans, wiewohl in Dokumenten als Baumeister der Kirche nur sein Sohn Antoon I. Keldermans (ca. 1440–1512) genannt ist. Mitarbeiter Antoons war dessen Bruder Matthijs II. Keldermans, nach Antoons Tod führte dessen Sohn Antoon II. Keldermans das Werk zu Ende.

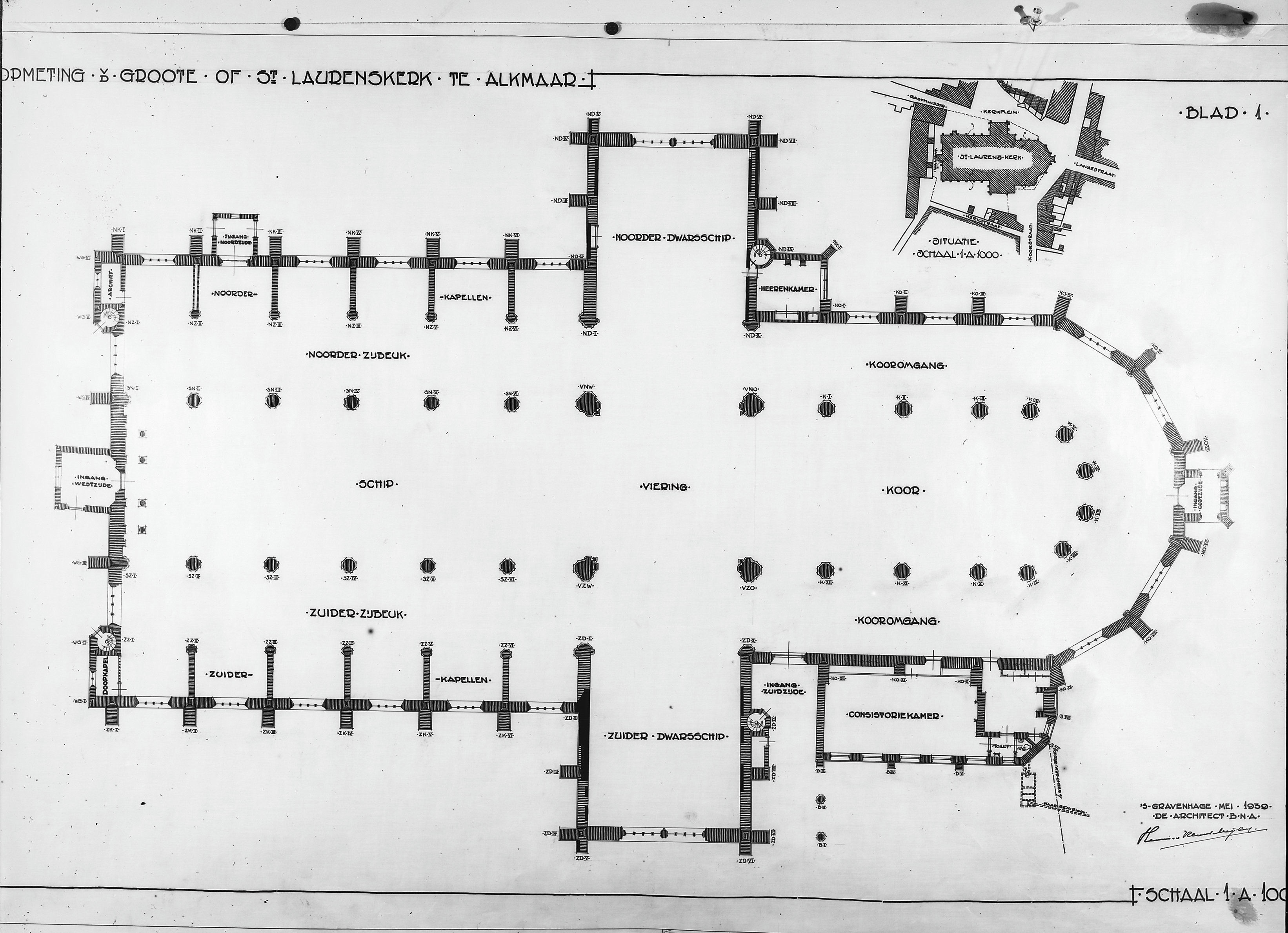
Grundriss, Planzeichnung (1940) des Reichsdienstes für das kulturelle Erbe

### Grundriss
Die Basilika mit kreuzförmigem Grundriss hat ein dreischiffiges Langhaus aus sechs Jochen, den Seitenschiffen sind Kapellenreihen vorgeblendet. Der Chorumgang (7/8-Apsis) hat keine Seitenkapellen, das Querhaus ist einschiffig mit geraden Abschlusswänden. Der Westwand vorgebaut ist ein kleines Atrium.

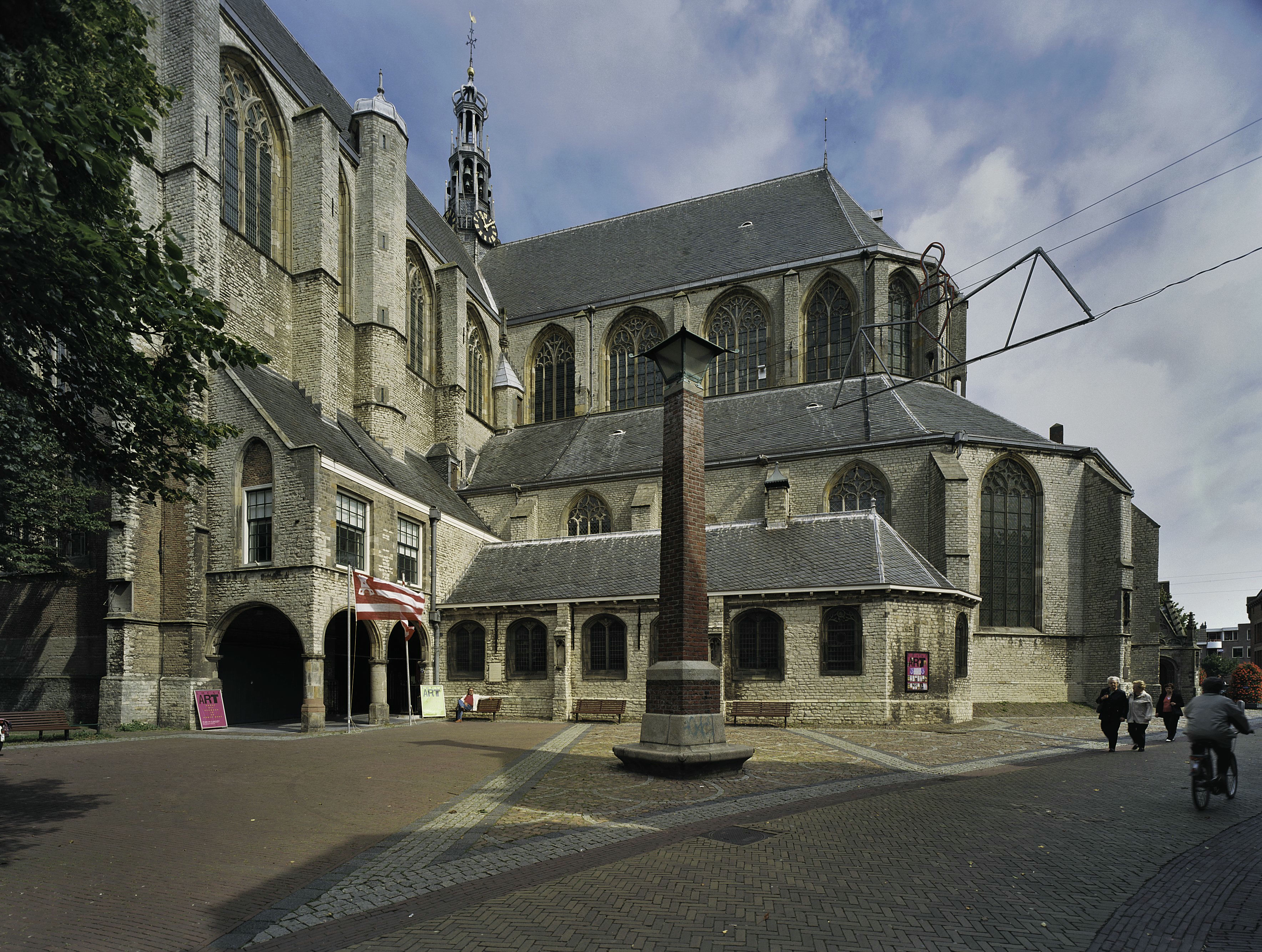
Blick von Südosten auf Dachreiter, Chor und Sakristei

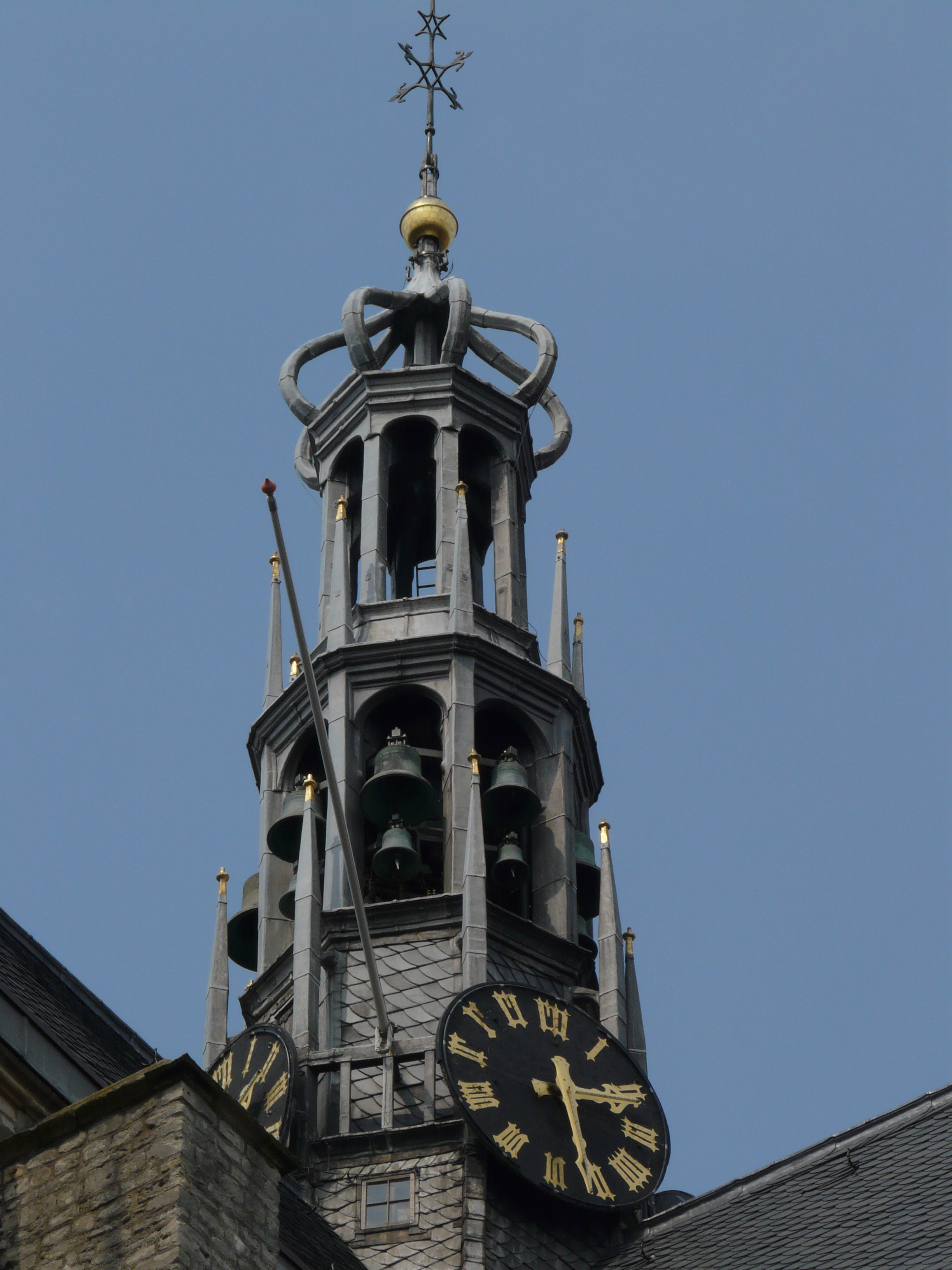
Der Dachreiter mit dem Carillon aus sechzehn Glocken von Melchior de Haze

### Äußeres
Die kreuzförmige Basilika hat tragendes Mauerwerk aus Backstein und ist wie auch der Vierungsturm von 1525 mit weißem Naturstein verblendet (Brabanter Sandstein aus Gobertange, nl. Gobertingen, heute eine Teilgemeinde von Jodoigne). Für die Wände des Langhauses wurde auch deutscher Tuffstein verwendet.
Die Kirche hat kein westliches Turmpaar wie die Kathedralen der französischen Hochgotik, sondern nur einen Vierungsturm als Dachreiter mit einem Carillon (Glockenspiel) von Melchior de Haze (1689). In den Mauern der Westfassade und der Vierung befinden sich Treppentürme, die zu den Emporen und zum Dachstuhl führen und deren Position an den Außenwänden ablesbar ist. Die an die Seitenschiffe des Langhauses gefügten Kapellen haben Walmdächer, der Chorumgang hat ein umlaufendes Pultdach, die südlich am Chor angebaute ursprüngliche Sakristei (Consistoriekamer) ein abgesetztes Satteldach. Vor der geschlossenen Westwand ohne Fensterrose wird auch das Atrium von einem Pultdach gedeckt.
Die Fenster des Chors stehen in zwei Ordnungen übereinander, die Abschlussfenster des Querhauses mit Fischblasenmaßwerk gehören zu den größten gotischen Fenstern in Europa und gehen fast über die ganze Höhe der Wand. An der Südseite der Außenwand befindet sich unter einem Baldachinbogen eine Skulptur des Kirchenheiligen, Sankt Laurentius mit dem obligaten Attribut des Rostes, auf dem er hingerichtet wurde. Sie kommt aus der Werkstatt der Keldermans.

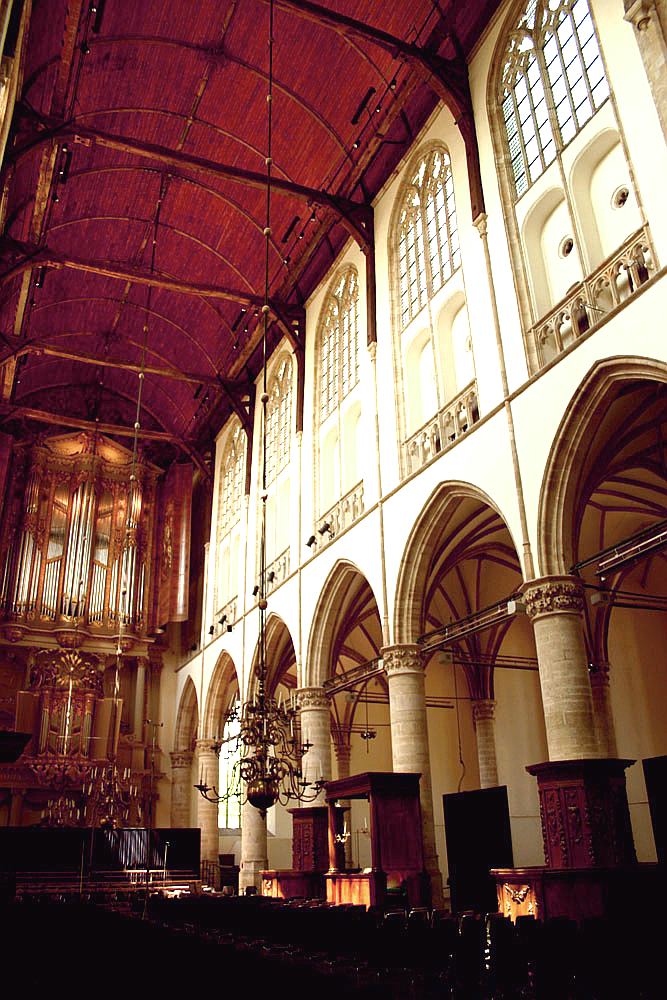
Laurenskerk, Innenansicht

### Innenraum
Das Mittelschiff ist mit einem Holztonnengewölbe in Spantenbauweise eingedeckt. Darunter sind Horizontalbalken sichtbar, die die Funktion von Zugankern übernehmen. Auch die ‘‘consistoriekamer ‘‘ (Kirchenratssaal, in der katholischen Zeit Sakristei) hat ein hölzernes Tonnengewölbe mit bemerkenswerter Ornamentik. Die Seitenschiffe haben Kreuz- und Sternrippengewölbe, die Scheidbögen und Seitenschiffgewölbe werden von Säulen aus gelblichem Kalkstein getragen.

### Ausstattung
In der Holzwölbung des Chorschlusses, auf neun von Holzrippen begrenzten Zwickeln mit einer Gesamtfläche von fast hundert Quadratmetern, ist ein Jüngstes Gericht erhalten, das Jacob Cornelisz. van Oostsanen 1518 gemalt hat, noch vor Vollendung des Kirchenbaus. 2003–2011 wurde es von Willem Haakma Wagenaar und Edwin van den Brink restauriert. Die Malereien von Jacob Cornelisz über dem nördlichen Querhaus galten als verloren, wurden aber 1999 von Wagenaar im Depot des Amsterdamer Reichsmuseums wiederentdeckt.
Der Westwand wurde im 17. Jahrhundert die wenig tiefe, auf vier sehr schlanken Säulen ruhende Orgelempore vorgebaut. Über der Orgel ist im halbrunden Giebelfeld der Westwand ein Bild (Der Kampf zwischen Gut und Böse) von Romeyn de Hooghe zu sehen.
Nach der Reformation kam noch ein Taufbecken (1605) und das Gestühl im Kirchenschiff (1651–1655) hinzu. Eines der letzten Ausstattungsstücke ist die protestantische Kanzel von 1655. Die Chorschranke und das gotische Chorgestühl blieben erhalten. Bis 1830 wurden Verstorbene in der Kirche begraben, in bis zu acht Schichten. In den Fußboden eingelassen ist eine große Zahl von Grabsteinen, darunter die der Dichterin Anna Roemers Visscher und des Malers Caesar van Everdingen.

## Orgeln
In der Laurenskerk befinden sich zwei Orgeln von Weltrang. Die Prospekte beider Orgeln sind von bemalten Flügeltüren verdeckt, die zum Spielen mechanisch geöffnet werden. Die Große Orgel ist das Instrument der Kaasmarkt Orgelconcerten: Jeden Freitag, am Tag des Alkmaarer Käsemarkts, des ältesten in Holland, gastieren hier international renommierte Organisten.

### Große Orgel

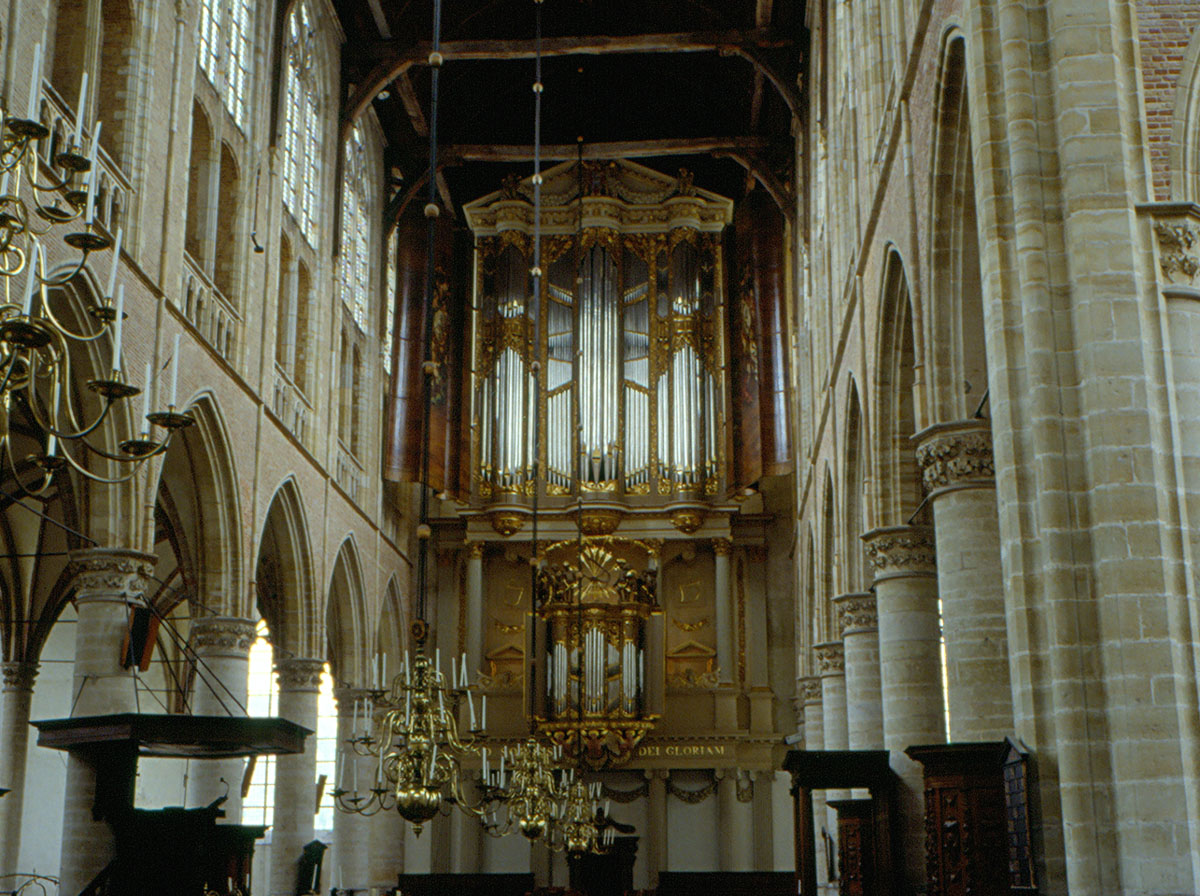
Große Orgel

Die Hauptorgel wurde in den Jahren 1639 bis 1646 vom Orgelbauer Galtus van Hagerbeer (gestorben 1653) und seinen Söhnen Germer (ca. 1610–1646) und Jacob (1622–1670) erbaut. Das Gehäuse wurde von Jacob van Campen entworfen. Caesar van Everdingen schuf die Bemalung der Flügeltüren. Das Instrument hat im Laufe der Zeit zahlreiche Veränderungen erfahren. Maßgebend für die heutige Orgel sind insbesondere die Arbeiten von Franz Caspar Schnitger, der das Instrument 1723–1725 in Anlehnung an norddeutsche Orgeln umgestaltete. Nach einer umfassenden Restaurierung in den Jahren 1982–1986 restaurierte die Orgelbaufirma Flentrop die Orgel 2014/2015 erneut, da das historische Pfeifenwerk und die Kondukten von Bleikorrosion betroffen waren. Das Instrument verfügt über 56 Register, die auf drei Manuale und Pedal verteilt sind.
| I Rückpositiv C–d3 |                     |       |
| 01.                | Praestant           | 08′   |
| 02.                | Quintadena          | 08′   |
| 03.                | Octav               | 04′   |
| 04.                | Flött               | 04′   |
| 05.                | Nasat               | 03′   |
| 06.                | Quintflöte          | 03′   |
| 07.                | Superoctav          | 02′   |
| 08.                | Waldflöte           | 02′   |
| 09.                | Quintanus           | 1 ⁄2′ |
| 10.                | Sexquialtera II     |       |
| 11.                | Mixtur V–VI         |       |
| 12.                | Cimbel III          |       |
| 13.                | Trompet             | 08′   |
| 14.                | Fagot               | 08′   |
| 15.                | Vox Humana inferior | 08′   |
|                    | Tremulant           |       |

| II Hauptwerk C–d3 |                 |     |
| 16.               | Praestant       | 16′ |
| 17.               | Praestant       | 08′ |
| 18.               | Praestantquint  | 06′ |
| 19.               | Octav           | 04′ |
| 20.               | Quinta          | 03′ |
| 21.               | Octav           | 02′ |
| 22.               | Flachflöte      | 02′ |
| 23.               | Rauschpfeife II |     |
| 24.               | Tertian II      |     |
| 25.               | Mixtur VI       |     |
| 26.               | Trompet         | 16′ |
| 27.               | Viola di Gamba  | 08′ |
| 28.               | Trompet         | 04′ |

| III Oberwerk C–d3 |                 |     |
| 29.               | Praestant       | 08′ |
| 30.               | Baarpyp         | 08′ |
| 31.               | Rohrflöte       | 08′ |
| 32.               | Quintadena      | 08′ |
| 33.               | Octav           | 04′ |
| 34.               | Fluit Dous      | 04′ |
| 35.               | Spitzflötef     | 03′ |
| 36.               | Superoctav      | 02′ |
| 37.               | Spillflöte      | 02′ |
| 38.               | Sexquialtera II |     |
| 39.               | Scherp IV       |     |
| 40.               | Cimbel III      |     |
| 41.               | Trompet         | 08′ |
| 42.               | Haubois         | 08′ |
| 43.               | Vox Humana      | 08′ |

| Pedal C–d1 |                  |     |
| 44.        | Principal        | 22′ |
| 45.        | Praestant        | 16′ |
| 46.        | Rohrquint        | 12′ |
| 47.        | Octav            | 08′ |
| 48.        | Quinta           | 06′ |
| 49.        | Octav            | 04′ |
| 50.        | Nachthorn        | 02′ |
| 51.        | Rauschpfeife III |     |
| 52.        | Mixtur VIII      |     |
| 53.        | Basuin           | 16′ |
| 54.        | Trompet          | 08′ |
| 55.        | Trompet          | 04′ |
| 56.        | Cornet           | 02′ |

1. ↑  Bei der Restaurierung 1986 Rückführung auf den Zustand von 1725 als Quinte 21 1⁄3'.

- Koppeln: I/II, III/I, III/II, I/P, II/P
- Spielhilfen: vier Sperrventile
- Stimmtonhöhe: a1 = 415 Hz
- Stimmung: Gleichstufig
- Winddruck: 76 mm/Ws[4]

### Chororgel

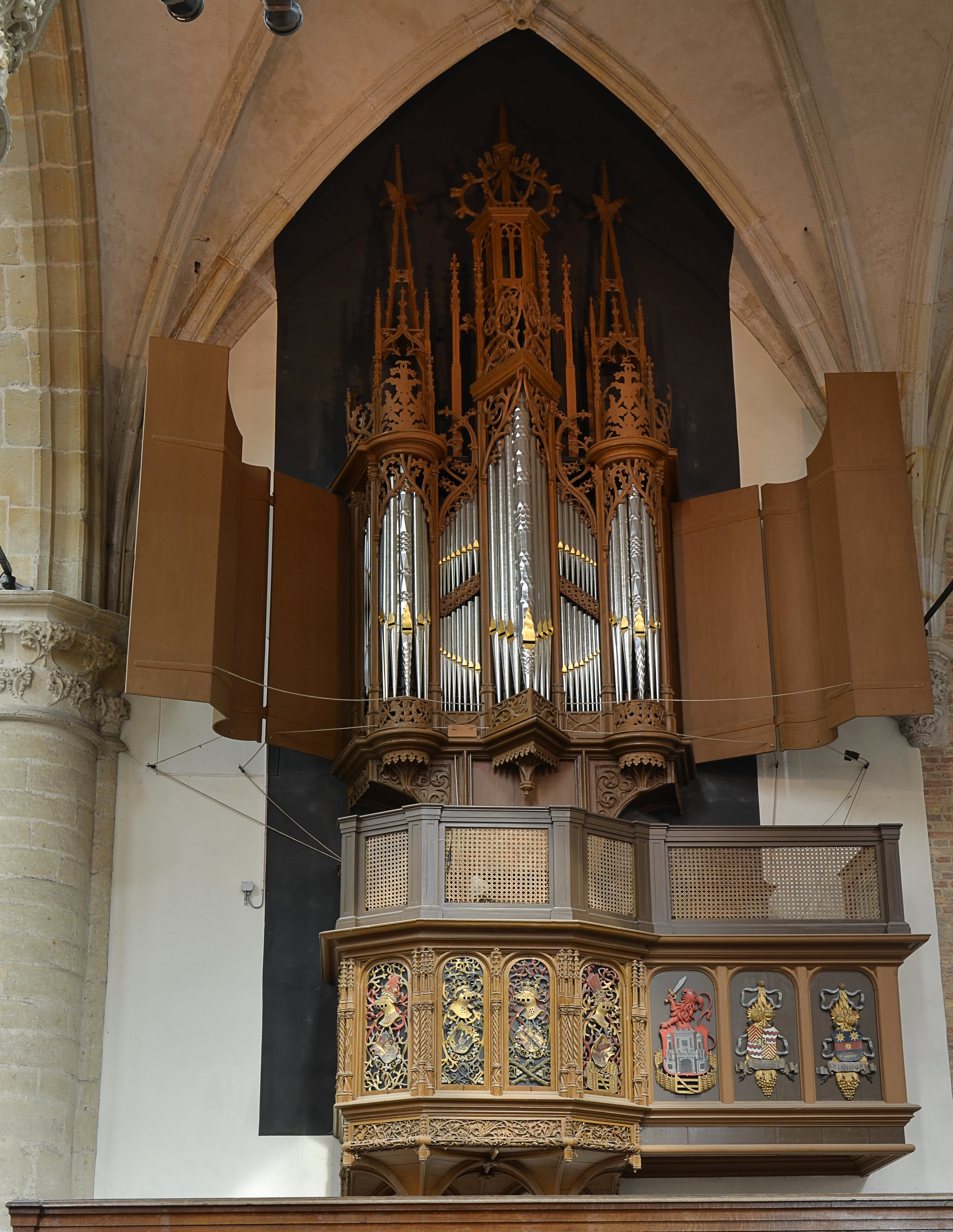
Kleine Orgel (Chororgel)

Noch vor der Fertigstellung der Kirche wurde ein Auftrag an den Orgelbauer Jan von Covelens vergeben, welcher die Orgel am 1. Mai 1511 fertigstellte. Somit war diese Orgel das erste Ausstattungsstück der Laurenskerk und ist heute die älteste spielbare Orgel der Niederlande. Auch dieses Instrument wurde mehrfach erweitert und umgebaut. Ursprünglich einmanualig, wurde später ein zweites Manual hinzugefügt. Die Grundsubstanz blieb relativ unberührt. Zuletzt wurde diese Orgel von 1994 bis 2000 von Flentrop restauriert und in den Zustand der Barockzeit zurückversetzt. Die Disposition mit den ungewöhnlichen Tastenumfängen lautet derzeit:
| I Brustwerk GFA–g2a2 |            |              |
| 1.                   | Quintadeen | 8′           |
| 2.                   | Fluit      | 4′           |
| 3.                   | Oktaav     | 2′           |
| 4.                   | Oktaav     | 1′ (Diskant) |

| II Hauptwerk GFA–g2a2 |               |       |
| 5.                    | Doof          | 8′    |
| 6.                    | Holpijp       | 8′    |
| 7.                    | Koppeldoof    | 4′    |
| 8.                    | Openfluit     | 4′    |
| 9.                    | Sifflet       | 1 ⁄3′ |
| 10.                   | Mixtuur II-VI |       |
| 11.                   | Scherp III-VI |       |
| 12.                   | Trompet       | 8′    |

| Pedal GFA–c1 |         |    |
| 13.          | Trompet | 8′ |

- Koppeln: I/II, I/P
- Nebenregister: Tremulant
- Spielhilfe: Ventil
- Drei Keilbälge mit Tretanlage
- Stimmtonhöhe: a1 = 427 Hz
- Stimmung: Mitteltönig